# Chiesa di San Michele Arcangelo (Sissa Trecasali)
La chiesa di San Michele Arcangelo è un luogo di culto cattolico dalle forme barocche, situato in via Nazionale 44 a Trecasali, frazione del comune sparso di Sissa Trecasali, in provincia e diocesi di Parma; è sede di una parrocchia compresa nella zona pastorale della Bassa.

## Storia
La prima citazione di una cappella a Trecasali, menzionata come ecclesia Sancti Michaelis de Tribus Casalibus, risale al 1230. Detta chiesa era nominalmente filiale della pieve di San Quirico, ma, de facto, dipendeva direttamente dal vescovo di Parma.
Da un documento del 1564 s'apprende che la chiesa era già diventata parrocchiale; nel 1674 fu elevata al rango di priorato.
 L'attuale parrocchiale venne costruita in stile barocco tra 1740 ed il 1766 per interessamento dell'allora parroco don Andrea Marinelli. Nel 1883 il campanile fu dotato di un concerto di campane realizzate dalla fonderia De Poli di Vittorio Veneto. La consacrazione della chiesa venne impartita nell'aprile del 1931 dal vescovo missionario Luigi Calza con delega del vescovo di Parma Guido Maria Conforti. Durante il Secondo conflitto mondiale, alcune campane furono smontate e requisite per esigenze di guerra; le nuove campane che sostituissero quelle mancanti, vennero rifuse e installate nella cella nel 1951. Nel 2016 la chiesa subì un intervento di ristrutturazione.

## Descrizione
La facciata della chiesa è divisa in due ordini da un marcapiano; la parte inferiore è caratterizzata dal portale e da due nicchie, quella superiore da una finestra e dal timpano 

All'interno, che è ad un'unica navata con cappelle laterali, l'opera d'arte più importante è la pala raffigurante San Michele Arcangelo che sconfigge Lucifero, eseguita dal parmense Gaetano Galloni.